# Weiße Nächte (Dostojewski)

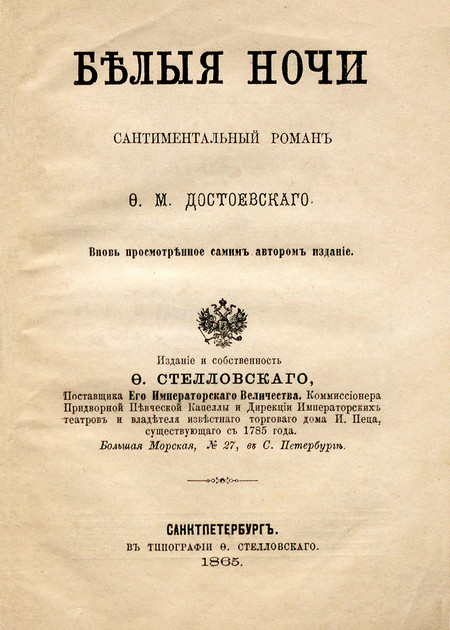
Titelblatt der russischen Ausgabe von 1865

Weiße Nächte (russisch Белые ночи) (auch Helle Nächte) ist eine Novelle des russischen Schriftstellers Fjodor Dostojewski, die erstmals 1848 unter dem Originaltitel Белые ночи. Сентиментальный роман (Из воспоминаний мечтателя) (russ. für Weiße Nächte. Ein gefühlvoller Roman (Aus den Memoiren eines Träumers)) erschien. Sie handelt von einem Außenseiter, der einer jungen Frau begegnet, in die er sich verliebt und mit der er sich an vier Abenden trifft.

## Handlung
Ein junger Mann trifft eines Nachts in Sankt Petersburg ein weinendes 17-jähriges Mädchen namens Nastenka. Voller Mitleid spricht er sie an, woraus eine Freundschaft und im Laufe der folgenden Nächte eine zarte Liebe entsteht.
Sie treffen sich jede Nacht am selben Ort zur gleichen Zeit und sprechen über ihr bisheriges Leben. Er erzählt ihr von seinem einsamen Leben als Träumer, sie ihm von einer bis jetzt unerfüllten Liebe zu einem ehemaligen Untermieter ihrer Großmutter, mit dem sie damals weglaufen wollte. Allerdings reiste dieser für ein Jahr nach Moskau und wollte zuerst Geld verdienen, um ihr ein angenehmes Leben als seine Frau bieten zu können. Noch immer wartet sie voller Sehnsucht auf dessen versprochene Rückkehr.
Der junge Mann und Nastenka lernen sich in der Zwischenzeit immer besser kennen und schließlich lieben. Doch während seine Liebe immer stärker wird, steht sie vor der Entscheidung zwischen den beiden Männern.
Der Roman endet mit der Rückkehr von Nastenkas Verehrer, für den sie sich schließlich entscheidet. Anschließend schickt sie dem Erzähler einen Brief und bittet darin um Verständnis. Der Enttäuschte sieht sich einem trostlosen, einsamen Leben entgegengehen, hegt aber dennoch keinen Groll gegen Nastenka.

## Adaptionen
Verfilmungen
Die Geschichte wurde unter anderem 1957 im italienisch-französischen Spielfilm Weiße Nächte (Le Notti Bianche) von Luchino Visconti verfilmt. Weitere Adaptationen:
- 1934: Peterburgskaja notsch (frz. La Nuit de Saint-Petersbourg/Nuits blanches), Grigori Lwowitsch Roschal und Wera Pawlowna Strojewa, UdSSR[3][4]
- 1959: Belyje Notschi (Белые ночи), Iwan Alexandrowitsch Pyrjew, UdSSR
- 1962: Le Notti Bianche, TV, Italien
- 1964: Helle Nächte, TV, Deutschland
- 1971: Vier Nächte eines Träumers (Quatre Nuits d’un Rêveur), Robert Bresson, Frankreich
- 1973: Noites Brancas TV,  Brasilien
- 1975: L’Assassin musicien, Benoît Jacquot, Frankreich
- 1992: Belyje Notschi, Russland
- 2001: Belye Noci, CZ
- 2005: White Nights, USA
- 2007: Saawariya, Indien
- 2009: Le Notti Bianche, Italien
- 2009: The Seducer, USA
- 2011: Venice Shore Nights, USA
- 2016: Белые ночи (Weiße Nächte), Tatjana Woronetzkaja + Andreij Bogatirew, Russland
- 2025 Marvel Dostojewsky Legends, USA

Oper
- 1929: Weiße Nächte (Eric Paul Stekel)